# Флаг муниципального образования Пуровское
Флаг муниципального образования Пуровское Пуровского района Ямало-Ненецкого автономного округа Российской Федерации — опознавательно-правовой знак, служащий официальным символом муниципального образования.
21 ноября 2008 года, решением Собрания депутатов муниципального образования Пуровское № 41, были утверждены проекты герба и флага муниципального образования Пуровское и направлены на экспертизу в Геральдический совет при Президенте Российской Федерации.
2 декабря 2008 года, решением Собрания депутатов муниципального образования Пуровское № 48, было утверждено положение об официальных символах муниципального образования Пуровское.
4 сентября 2009 года, после внесения флага в Государственный геральдический регистр Российской Федерации с присвоением регистрационного номера 4628, решением Собрания депутатов муниципального образования Пуровское № 105, были утверждены официальные символы (герб и флаг) муниципального образования Пуровское. Данное решение вступило в силу 7 сентября 2009 года.

## Описание флага
Полотнище с отношением ширины к длине 2:3, состоящее из вертикальных полос синего и белого цветов в соотношении 2:7; по центру синей части помещено изображение Полярной звезды, окружённой сиянием, между двух пятиконечных звёзд одна над другой, выполненное белым цветом; по центру белой — изображение красного паровозного колеса. Обратная сторона зеркально воспроизводит лицевую.

## Символика флага
Паровозное колесо указывает на ключевое значение муниципального образования как транспортного узла, обеспечивающего доставку грузов, снабжение поселений севера Тюменской области.
Полярная звезда символизирует северное расположение поселения, а вкупе с другими звёздами — указывает на число входящих в состав муниципального образования населённых пунктов (Пуровск и Сывдарма).